# Phlogophora pallida
Phlogophora pallida là một loài bướm đêm trong họ Noctuidae.